# Санкавуло, Уилтон
Уилтон Гбаколо Сенгбе Санкавуло (англ. Wilton Gbakolo Sengbe Sankawulo, 26 июля 1937, Хайндии, Бонг, Либерия — 21 февраля 2009, Монровия, Либерия) — либерийский политический деятель, писатель; бывший председатель Государственного совета Либерии (1995—1996).

## Биография
В 1963 г. окончил школу при богословском колледже Каттингтон. Продолжил обучение в США в Тихоокеанской лютеранской теологической семинарии в Беркли, Калифорния, окончив которую становится магистром богословия. По окончании авторского семинара в Университете штата Айова получил степень магистра по специальности «английский язык».
В в конце 1960-х возвращается в Либерию и работает сотрудником пресс-службы, а затем начальником зарубежной пресс-службы в Департаменте информации и культуры (сейчас — Министерство информации, культуры и туризма).
Одновременно он начал преподавать в Либерийском университете, в котором с 1985 до 1990 замещал должность адъюнкта-профессора. Также преподавал английский язык и литературу в Каттингтоне.
C 70-х гг. начал активную писательскую деятельность, издав ряд своих произведений: «Почему никто не знает, когда он умрёт», роман «Дождь и Ночь», «Закат: Либерийская Одиссея» и ряда других.
В 1983—1985 гг. — генеральный директор Кабинета министров. Затем — специальный помощник по науке президента Сэмюэля Доу. Находясь на этой должности он помог Доу в 1989 г. окончить Либерийский университет.
В 1995—1996 гг. — председатель Государственного Совета Либерии, коллегиального органа, выполнявшего функции переходного правительства страны.
В сентябре 1996 г. ушёл в отставку.